# Chrastava (Štětkovice)
Chrastava je malá vesnice, část obce Štětkovice v okrese Příbram ve Středočeském kraji. Nachází se asi 1,5 kilometru jihozápadně od Štětkovic. Je zde evidováno 6 adres. V roce 2011 zde trvale žilo dvacet obyvatel.
Chrastava leží v katastrálním území Štětkovice o výměře 4,98 km².
U Chrastavy pramení a Chrastavou protéká potok Chrastava, který se pod Kosovou Horou zprava vlévá do Mastníku.

## Historie
První písemná zmínka o vesnici pochází z roku 1400.
Za druhé světové války se ves stala součástí vojenského cvičiště Zbraní SS Benešov a její obyvatelé se museli 31. října 1943 vystěhovat.

## Obyvatelstvo
| Rok            | 1869 | 1880 | 1890 | 1900 | 1910 | 1921 | 1930 | 1950 | 1961 | 1970 | 1980 | 1991 | 2001 | 2011 | 2021 |
| -------------- | ---- | ---- | ---- | ---- | ---- | ---- | ---- | ---- | ---- | ---- | ---- | ---- | ---- | ---- | ---- |
| Počet obyvatel | 33   | 27   | 28   | 30   | 27   | 20   | 23   | 17   | 16   | 21   | 16   | 24   | 24   | 20   | 21   |
| Počet domů     | 4    | 4    | 4    | 4    | 4    | 4    | 4    | 7    | 7    | 4    | 5    | 5    | 8    | 6    | 6    |

## Obecní správa
Při sčítání lidu v letech 1850–1929 Chrastava byla osadou obce Kosova Hora v okrese Sedlčany. Od roku 1930 je částí obce Štětkovice, se kterým patřila nejprve do okresu Sedlčany, ale od roku 1960 v okrese Příbram.

## Pověsti
Nedaleko od obce u komunikace vedoucí do Klimětic se v lesíku nacházel kříž. Kříž byl žulový. Jeho podstavec byl tvarovaný do podoby srdce. V šedesátých letech minulého století byl pod záminkou zamýšlené renovace pravděpodobně zcizen.
Pověst se vztahuje k tomuto kříži. Paní ze štetkovického zámku se rozhodla vyjet lehkou bryčkou na nedělní bohoslužbu v kostele v Kosově Hoře. Před koncem mše se již obloha začala zatahovat temnými mraky, v dáli bylo slyšet hřmění hromu. Zámecká paní se rozhodla nečekat a vydala se okamžitě na zpáteční cestu. Doufala, že její rychlí koně před blížící se bouří ujedou. Když vjeli do lesíku poblíž Chrastavy, tak nedaleko udeřilo a koně se poplašili. Při nárazu na kámen se bryčka převrhla a polámala. Paní i kočí vyvázli pouze s lehkými oděrkami. Později dala zámecká paní vztyčit a posvětit tento kříž, jako projev díků za záchranu svého života.
Další pověst se vztahuje k místu nedaleko od obce, u silnice vedoucí do Klimětic, v Macháčků lese, v místě kde se říká Na Pahrbcích. V tomto lese rostla stará borovice. Na té byl pověšený svatý obrázek. Obrázek sem pověsili na památku zemřelého pozůstalí kramáře z nedaleké Kosovy Hory. Kdysi se v tom lesíku navečer utábořili potulní cikáni. Kolem nich přešlo několik pocestných, mezi nimi i kramář. Ráno tábor a nocležníci zmizeli. Na místě byla nalezena mrtvola oloupeného a zabitého kramáře. Nikdo ze vsi netušil, jak se celá událost stala. Místní se tomu místu vyhýbali, bylo tu smutno i přes den. Za nocí zde údajně pobíhal černý pes. Neštěkal, jen vyprovázel pocestné.
S dalšími psy se na tomto místě potkal i jeden místní hospodář. Vracel se z cest, koně znali cestu, podřimoval. Najednou se koně zastavili a nechtěli jet dál. Ani pošvihání bičem nezabralo. Hospodář se rozhlédl, co koně tak poplašilo a uviděl sedící pár velkých černých psů. Nakonec se mu podařilo převést okolo nich vystrašené koně.

## Galerie

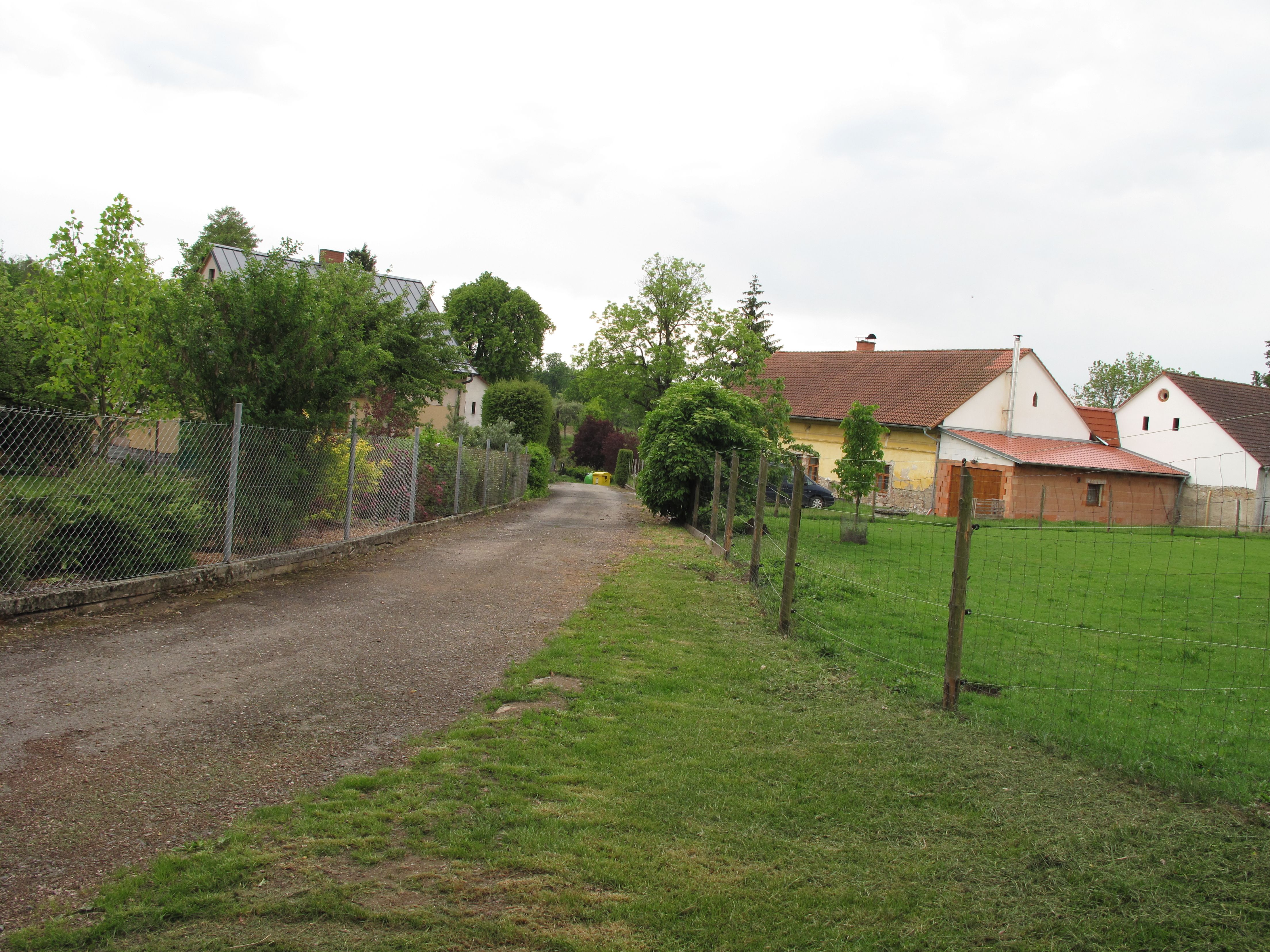
Cesta
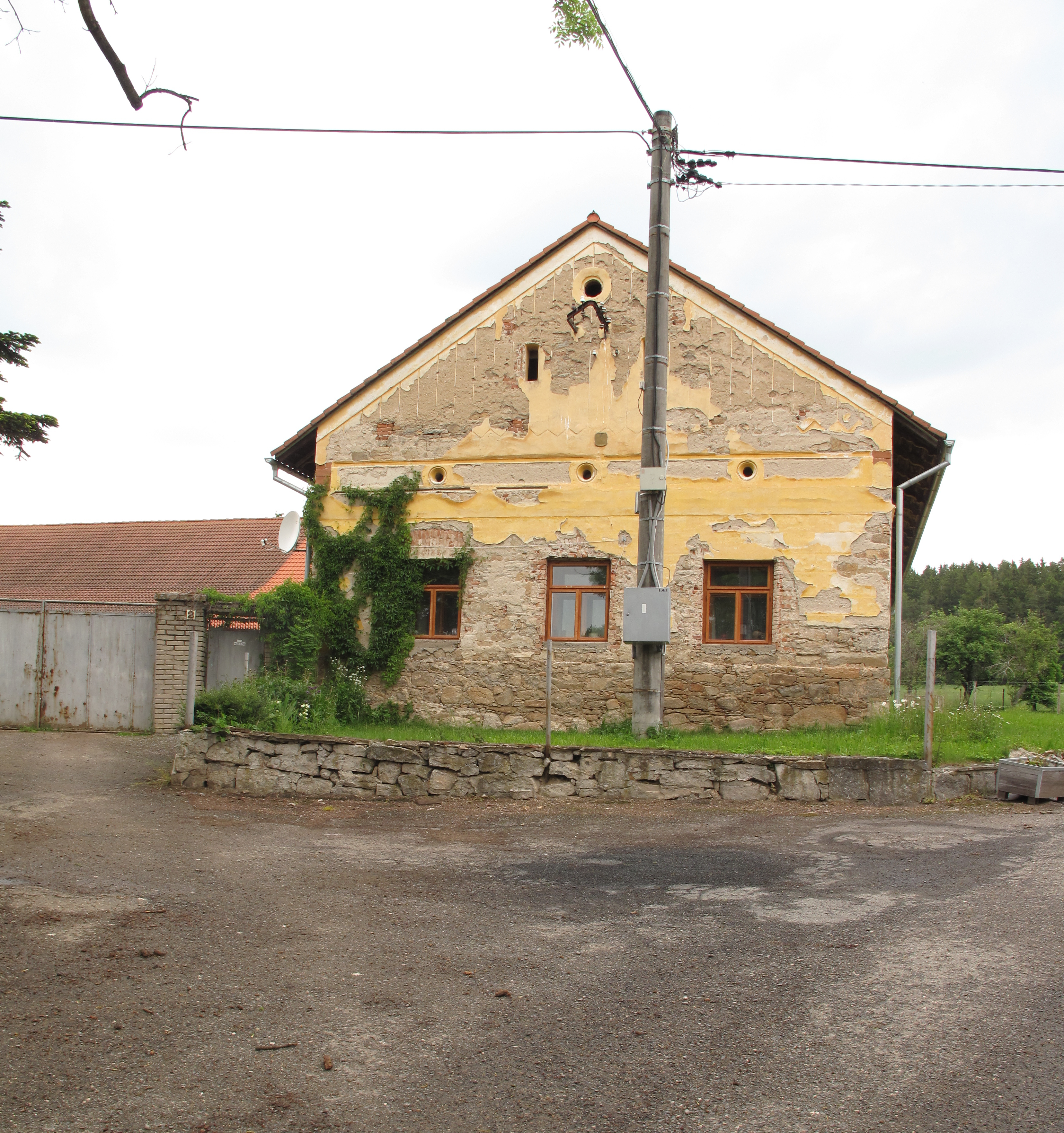
Dům na návsi
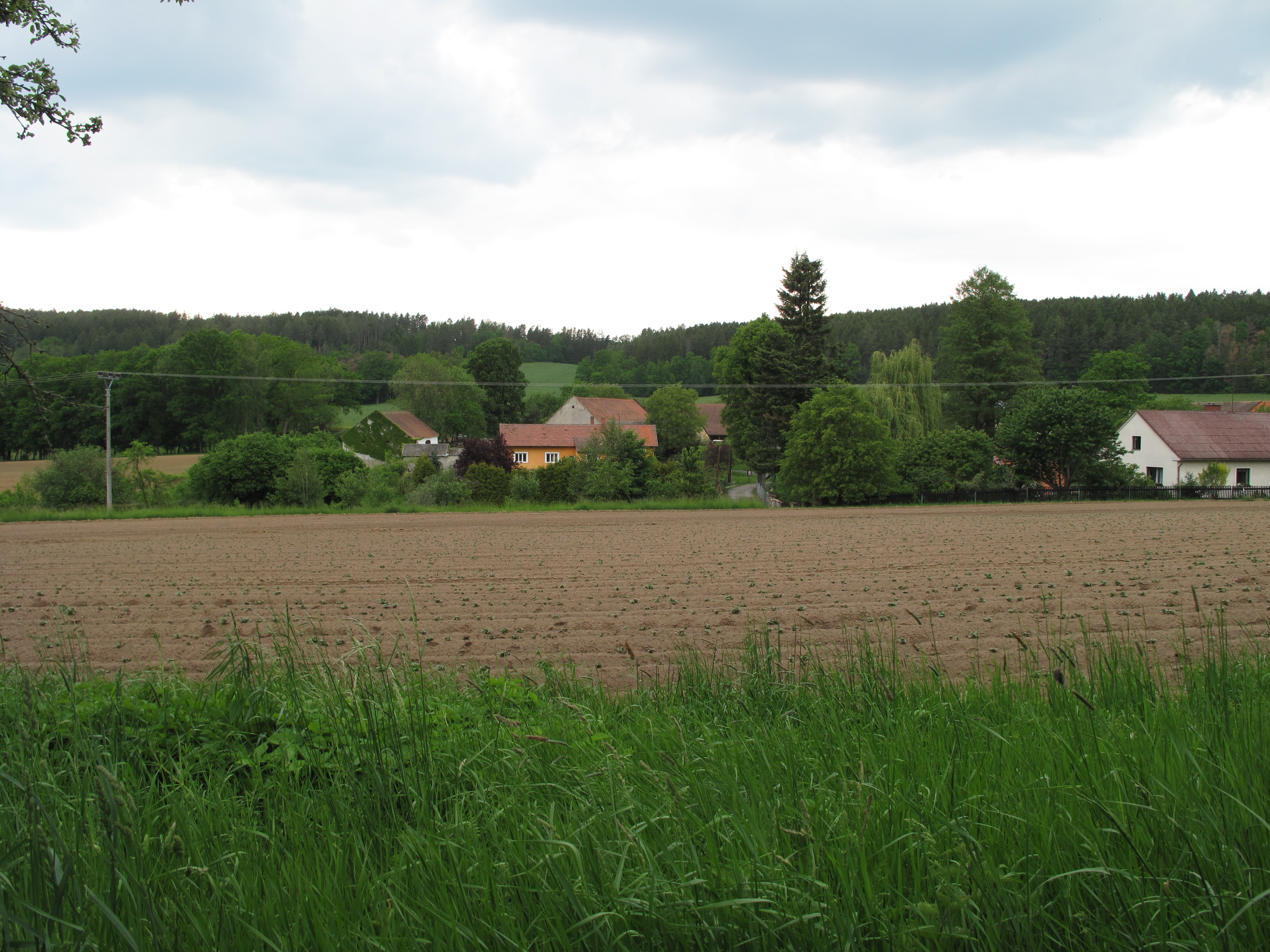
Domy